# 龙头鱼岛
龙头鱼岛是钓鱼岛及其附属岛屿中的一个附属小岛，位于钓鱼岛东北，坐标为25°45.0′N 123°29.2′E。2012年3月3日，中华人民共和国国家海洋局、民政部公布它们的标准名称。
龙头鱼岛是钓鱼岛主岛附近的卫星岛之一，钓鱼岛主岛附近的卫星岛多数都分布在主岛的南侧，龙头鱼岛是唯一分布主岛北侧的卫星岛。钓鱼岛主岛的南侧山陡多岩石、多礁石，而北侧较平缓多溪流，因此龙头鱼岛非常特殊。

## 外部連結
- 中華民國內政部釣魚臺列嶼簡介（繁體中文）
- ウオッちず 地図閲覧サービス（試験公開） （页面存档备份，存于）（日本国土地理院の地形図）（日語）